# Falkenlibellen (Gattung)
Die Falkenlibellen (Cordulia) sind eine Libellen-Gattung aus der Unterfamilie Corduliinae der Falkenlibellen im weiteren Sinne (Cordulidae), in der drei Arten zusammengefasst werden, darunter die namensgebende Falkenlibelle (Cordulia aenea). Die Gattung wurde 1815 durch Leach eingerichtet. Der Name der Gattung spielt auf die Form des nach hinten zulaufenden Hinterleibes an und bedeutet übersetzt Keule.

## Merkmale
Falkenlibellen sind insbesondere auf dem Brustkorb (Thorax) und den ersten Hinterleibs-Segmenten stark behaarte Libellen. Ab dem dritten Segment ist das Abdomen nur auf der Unterseite behaart. Während die Haare gelb-braun sind, scheint die bronzen grüne Körperfarbe durch. Die Flügel sind durchsichtig. Die Larven sind ebenfalls mit dichten Härchen besetzt.

## Systematik
Der Gattung Cordulia gehören folgende Arten an:
- Falkenlibelle (Cordulia aenea)
- Cordulia amurensis
- Cordulia shurtleffii

## Nachweise
- Martin Schorr, Martin Lindeboom, Dennis Paulson: World List of Odonata. In: World List of Odonata (2009). Abgerufen am 21. März 2010.
- James George Needham, Minter Jackson Westfall, Michael L. May: Dragonflies of North America. ISBN 0-945417-94-2
- Paul-A. Robert: Die Libellen (Odonaten) – Autorisierte Übersetzung von Otto Paul Wenger [S. 254ff], Kümmerly & Frey, Geographischer Verlag, Bern 1959